# MRC-5細胞

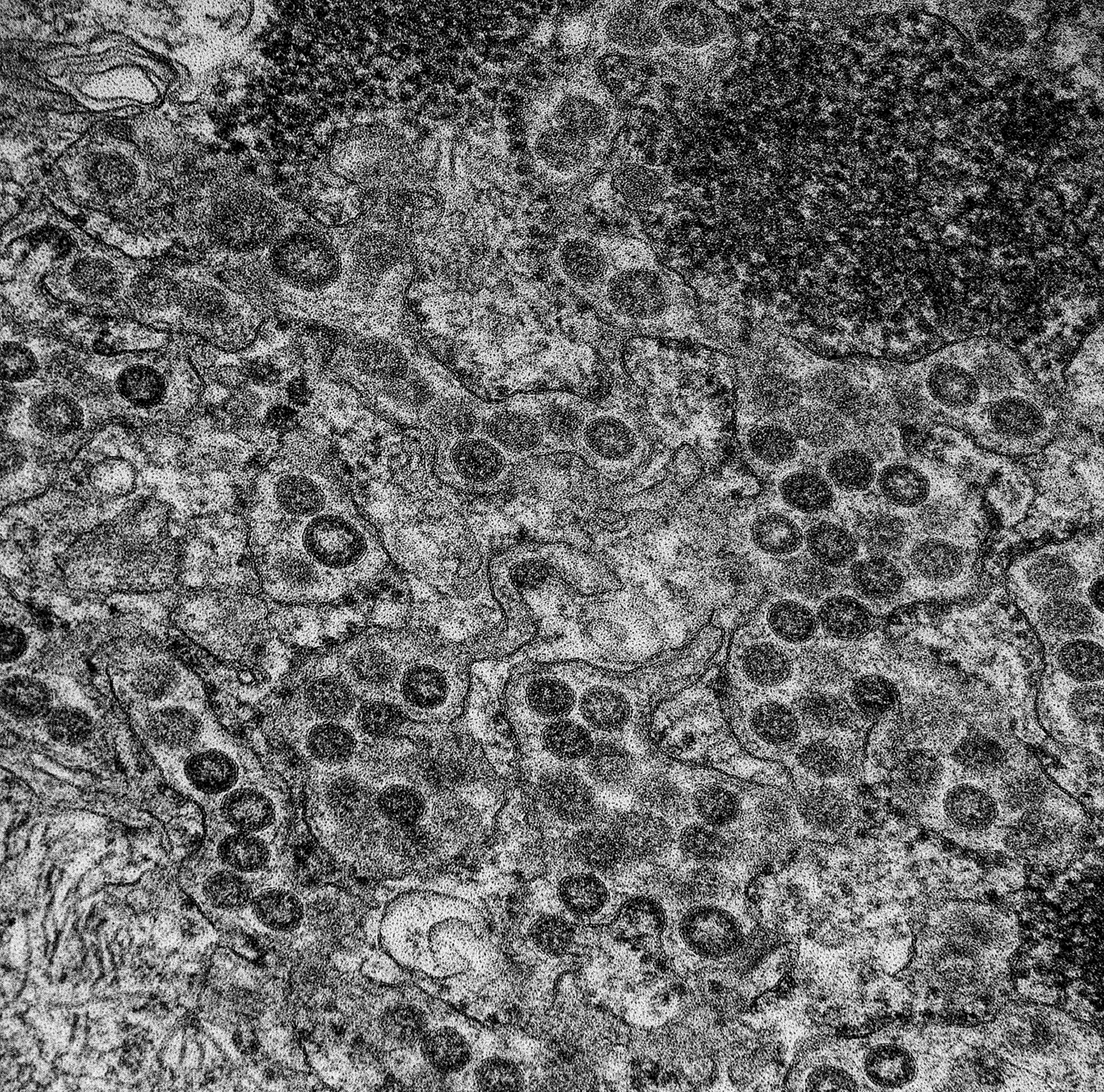
在受感染的MRC-5細胞的內質網腔中，發現中東呼吸綜合症冠狀病毒顆粒。

MRC-5（全稱英國醫學研究委員會細胞株5、Medical Research Council cell strain-5）是由成纖維細胞組成的二倍體人類細胞系，該成纖維細胞來自於一個14週齡流產的白人男性胎兒的肺部組織，胞體呈單一梭形。1966年9月，研究人員從原始菌株的第7代增殖分裂中，分離出了該細胞系，並且已知MRC-5細胞在約42至46代的增殖分裂中，就會達到衰老。在過氧化氫的體外誘導下，MRC-5細胞會出現早熟性衰老。MRC-5細胞可用於生產幾種疫苗，包括麻疹腮腺炎德國麻疹混合疫苗、水痘疫苗和脊髓灰質炎疫苗等。
MRC-5細胞被很多科研單位和細胞培養工作者使用，因為其生產出的生物製品無外源因子、無外源性細胞殘餘去氧核糖核酸和無致瘤性。而且因具有廣泛的病毒敏感譜而成為制備疫苗適宜的培養基質，然而因具有對培養基和牛血清等營養成分要求高，並且對剪應力敏感等的特點而具有培養難度大的缺點。有研究指出Cytodex 1、Cytodex 2及Cytodex 3等均可應用於MRC-5細胞培養，其中Cytopore 2在細胞培養密度、代謝和形態等方面均比Cytodex 3更適合於MRC-5细胞的培養，使用其能進行高密度及大規模的培養。

## 外部連結
- Cellosaurus entry for MRC-5 （页面存档备份，存于）